# Радослав Панџић
Радослав Панџић (Рељево, код Сарајева, 14. новембар 1944) јесте генерал-мајор Војске Републике Српске у пензији.

## Биографија
Рођен је 1944. године у селу Рељево од оца Владе, земљорадника и мајке Бојане, домаћице.  Пред њега родитељи су имали петорицу синова и три кћерке. По националности је Србин. Породична крсна слава је Свети Сава - Савиндан (27. јануар). У браку са супругом Косом има двоје дјеце.
Завршио је Основну школу "Гаврило Принцип" 1959. године у Рељеву, Прву гимназију 1963. године у Сарајеву, Ваздухопловну техничку војну академију у Рајловцу (14. класа) коју је завршио 1966. године са добрим успјехом, курс преобуке на новим радарским средствима и систему аутоматизације источног поријекла 1967. године у Рајловцу, Командно-штабну школу тактике Ратног ваздухопловства и противваздушне одбране (28. класа) је са врлодобрим успјехом завршио 1978. године у Београду, курс преобуке на новом систему аутоматизације АС-84 1987. на аеродрому Плесо - Загреб и Командно-штабну школу оператике Ратног ваздухопловства и противваздушне одбране (3. класа) 1988. године у Београду, са врлодобрим успјехом.
Произведен је у чин потпоручника 24. септембра 1966, а унапријеђен у чин поручника 24. септембра 1969, капетана 24. септембра 1973, капетана прве класе 24. септембра 1976, мајора 24. септембра 1979, потпуковника 16. маја 1986, пуковника 22. децембра 1990. и генерал-мајора у Војсци Републике Српске 9. маја 1998. године Указом предсједника Републике Српске.
Обављао је дужности: командир вода у чети ваздушног осматрања, јављања и навођења у Куриловцу - Великој Горици 1966; командир чете ваздушног осматрања, јављања и навођења у Копривници и Бјеловару 1969-1976; замјеник команданта и командант батаљона ваздушног осматрања, јављања и навођења у Врхници 1979-1984; начелник штаба и командант пука ваздушног осматрања, јављања и навођења на аеродрому Плесо 1984-1991; командант пука ваздушног осматрања, јављања и-навођења на аеродрому Бихаћ до 10. маја 1992; начелник рода ваздушног осматрања и јављања у команди Ратног ваздухопловства и противваздушне одбране у Земуну (до 26. децембра 1992; начелник Одјељења авијације у Управи Ваздухопловстав и противваздушне одбране и уједно замјеник начелника и начелник Управе Ратног ваздухопловства и противваздушне одбране Главног штаба, касније Генералштаба, Војске Републике Српске у Хан Пијеску, Бијељини и Бањој Луци 1992-2001.
Службовао је у гарнизонима: Велика Горица, Копривница, Бјеловар, Врхника, Загреб - Плесо, Бихаћ, Земун, Хан Пијесак, Бијељина и Бања Лука.
Од 26. јуна 1991. године до 10. маја 1992. године, као командант 5. пука ВОЈИН, уз непрекидну контролу ваздушног простора, организовао је планско премјештање јединица са простора република Словеније и Хрватске. Учествовао је у рату и од 24. децембра 1992. до 14. децембра 1995. године на дужности у Управи Ваздухопловства и противваздушне одбране Главног штаба, односно Генералштаба Војске Републике Српске, чији је постао начелник након рата. Заједно са њим и његова супруга била је учесник рата као грађанско лице у ЈНА 1991. године, а у Војсци Републике Српске од 5. априла 1992. године до краја рата. Пензионисан је 31. марта 2001. године. Аутор је пројеката: "Увезивање свих система оружја јединица противваздушне одбране у јединствен систем аутоматизације АС-84 у зони Ваздухопловног корпуса противваздушне одбране"; 1998. и "Организација система противваздушне одбране Војске Републике српске"; 1997. Био је носилац израде студије "Развој Ратног ваздухопловства и противваздушне одбране Војске Републике Српске"; 1997.
Са породицом живи у Земуну. Активан је у Удружењу војних пензионера.

## Одликовања и признања
Одликован у ЈНА: 
- Орден за војне заслуге са сребрним мачевима (1970),
- Орден Народне армије са сребрном звездом (1975),
- Орден за војне заслуге са златним мачевима (1980),

Одликован у ВРС: 
- Орден Карађорђеве звијезде другог реда (1998)

Током службоваља десет пута је оцјењиван, два пута оцјеном добар, три пута оцјеном истиче се и пет пута оцјеном нарочито се истиче.